# Antonio Chacón
Antonio Chacón García (Jerez de la Frontera, 16 de mayo de 1869 - Madrid, 21 de enero de 1929) fue un cantaor español.
Antonio Chacón destacó especialmente cantando cartageneras, malagueñas y granaínas, que le valieron el popular título de "don". Muy dotado para el cante (tenía voz de tenor), creó un corpus de músicas flamencas y fue de los primeros en ser grabado.

## Biografía[5]

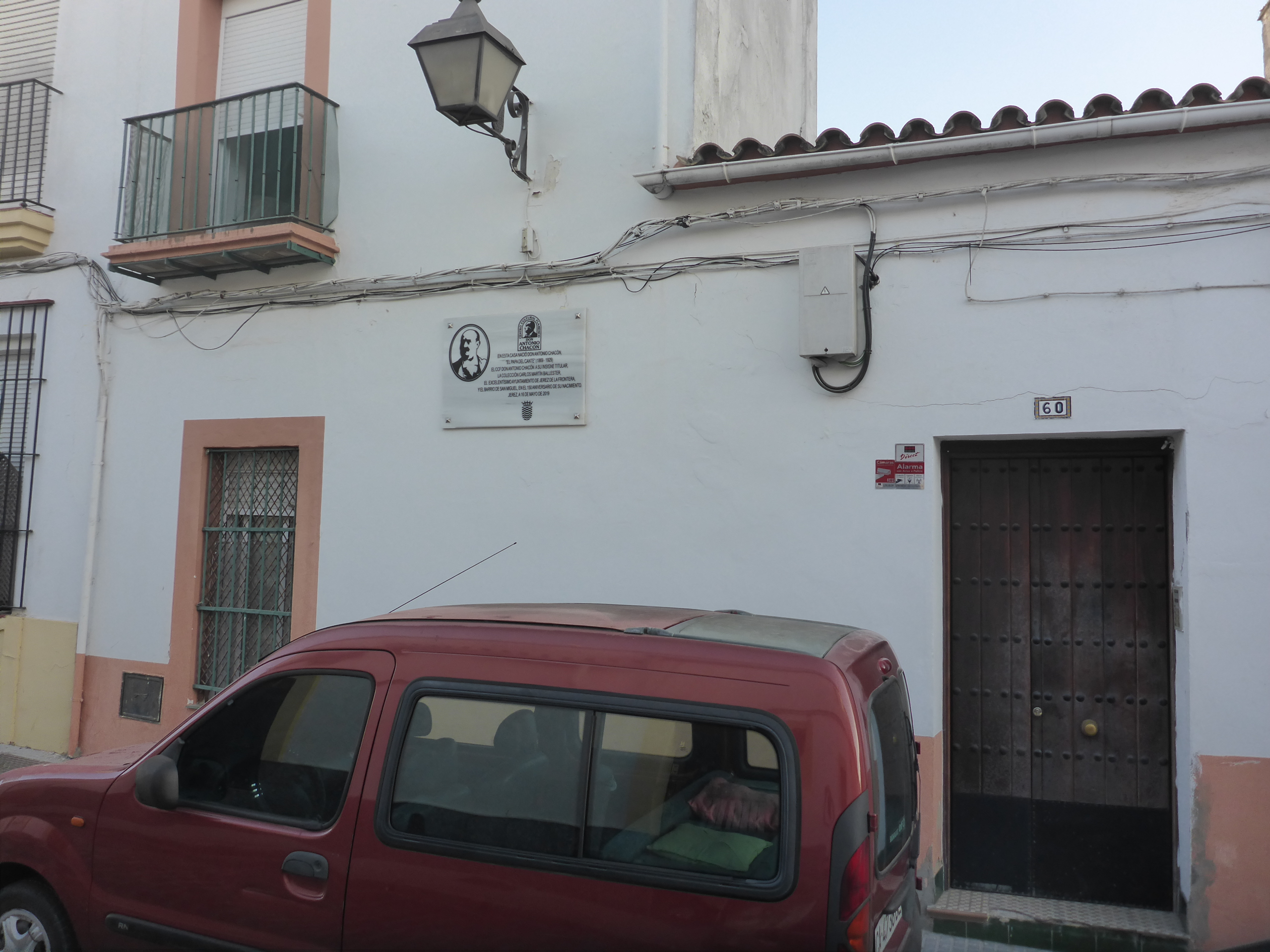
Casa natal

Antonio Chacón García nació en Jerez de la Frontera (provincia de Cádiz) -según su partida de bautismo- "el día 16 de mayo de 1869, hijo de padres no conocidos y entregado recién nacido al zapatero Antonio Chacón Rodríguez y a su esposa María García Sánchez, vecinos de la calle del Sol, 60, que lo reconocieron como hijo y le dieron sus apellidos".

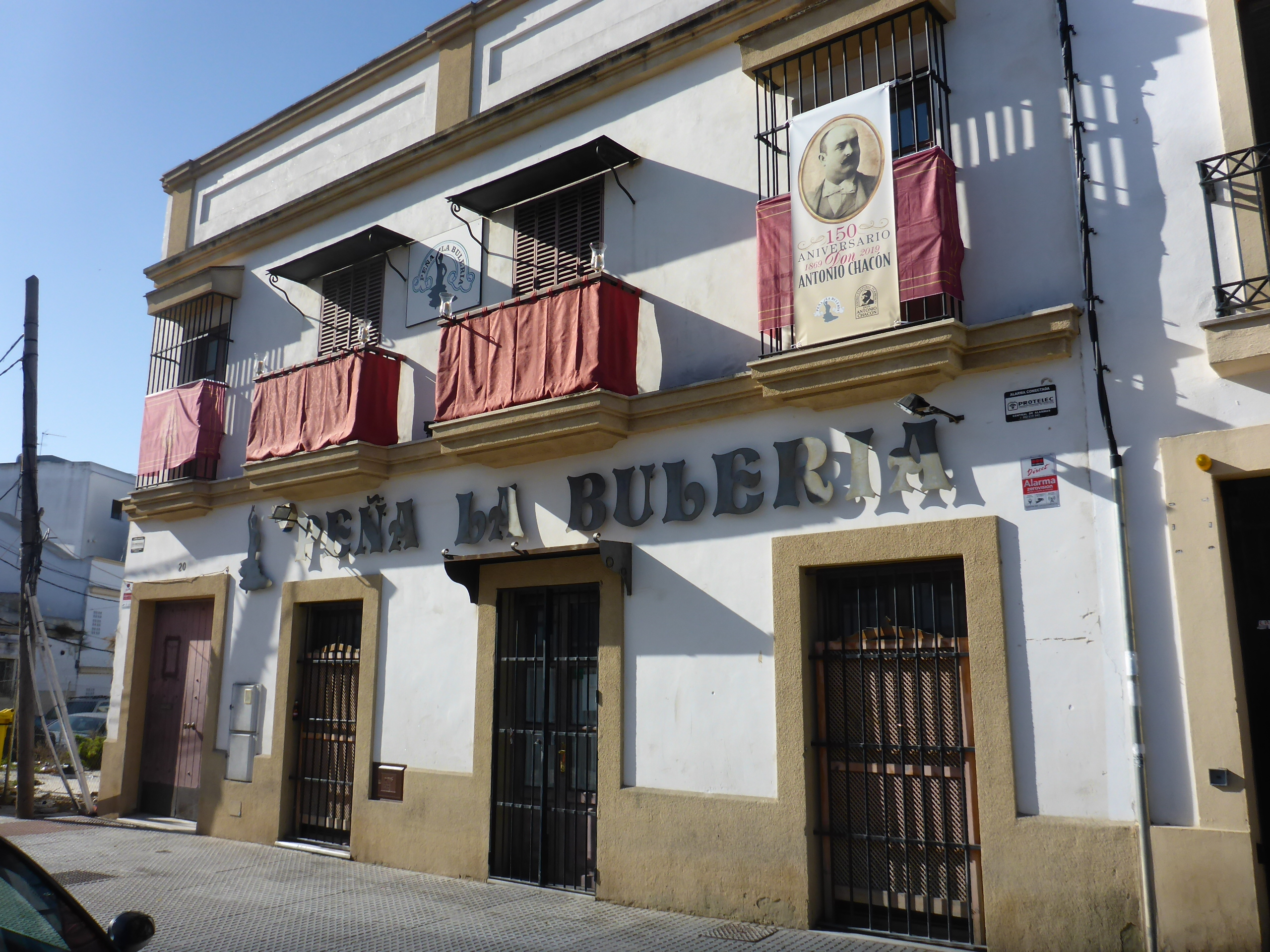
Aniversario

A los diecisiete años ya actuaba sin mucho éxito en el café cantante de Juan Junquera. Con los hermanos Molina, Javier, insigne tocaor, y Antonio, bailaor, hace su primera gira profesional por ferias de la provincia de Cádiz, Sevilla, Badajoz y Huelva.
El 20 de julio de 1886 canta por primera vez, acompañado del gran Patiño, en presencia de Enrique El Mellizo. No quiso hacerlo por seguiriyas, por respeto al maestro gaditano, y eligió cantar por malagueñas, a Enrique El Mellizo le maravillaría y dijo "a ti te dirán un día el papa del cante". A partir de entonces se estableció una fuerte competencia entre ellos por tal estilo. Junquera lo contrató para su café de Utrera y de allí pasó al Café Filarmónico de Sevilla. De vuelta en Cádiz es contratado por Silverio para su café sevillano donde permanece ocho meses. Pasa a Málaga y vuelve a Sevilla contratado para el Café del Burrero durante sesenta días, con tal éxito que Silverio tiene que cantar en su café para salvar la clientela. En 1889 realiza una gira triunfal por toda España, marcando ya una manera de vestir de los artistas flamencos con señorío y elegancia.
Su debut en Madrid tuvo lugar en los cafés del Puerto y de Fornos, donde conoció a Julián Gayarre entre sus admiradores. En el Café de Chinitas de Málaga pasa una etapa de aprendizaje profundo y conoce a una aristócrata con la que vivió una pasión amorosa que duró cuatro años. De nuevo en el café sevillano del Burrero, empieza a llamársele "don Antonio". En 1912 se instala en Madrid y sus puntos de encuentro son Los Gabrieles y Fornos y años más tarde, el Villa Rosa. En 1914 embarcó para América con la compañía teatral de María Guerrero, siendo muy destacados sus éxitos en Buenos Aires y Montevideo. En 1922 preside el célebre Concurso de Cante Jondo de Granada. Alternó sus actuaciones en público con reuniones privadas e impuso siempre su cotización y su cante. A su muerte en Madrid, el 21 de enero de 1929, todas las clases sociales manifestaron su duelo. El cortejo fúnebre fue presidido por el duque de Medinaceli. Representa la cumbre de la estructuración del cante flamenco.
Compartió escenario y compitió con algunos de los mejores cantaores del momento, los años dorados del cante flamenco: La Serrana, Las Coquineras, La Bizca, El Perote, Enrique Ortega, Enrique el Mellizo, Francisco Lema "Fosforito"...
El gran guitarrista Sabicas lo acompañó a la guitarra en parte de su carrera.

## Grabaciones
Sus primeras grabaciones fueron en Granada, con el maestro Habichuela, en placas de pizarra, a la edad de 40 años, en plenitud de facultades. Se registraron 20 cantes en 10 placas de pizarra.

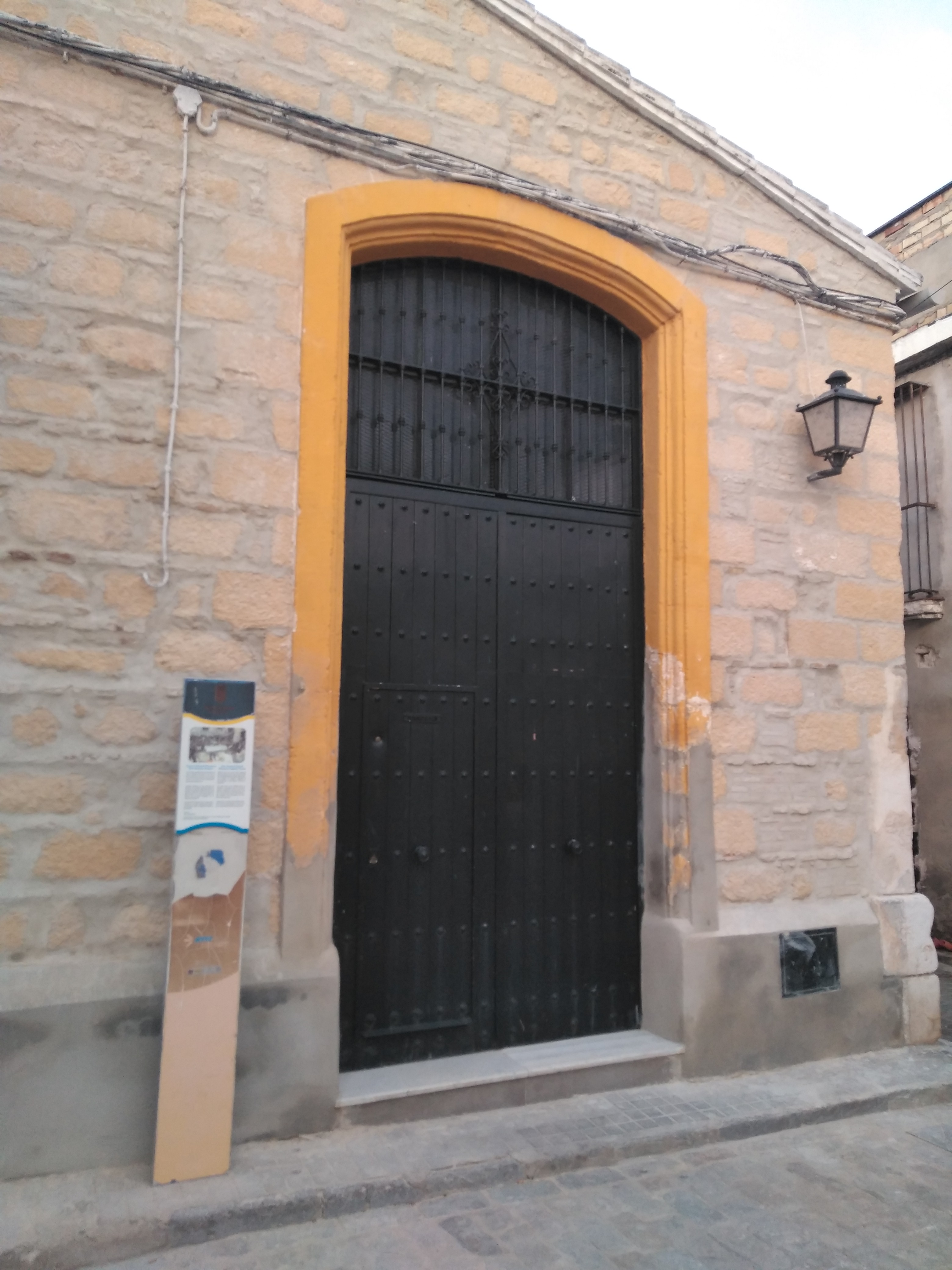
Peña Antonio Chacón en Jerez

Después se realizaron otras grabaciones, actualmente disponibles en CD.

## Monumento
Recibió un homenaje en vida en Jerez el día 6 de febrero de 1904.

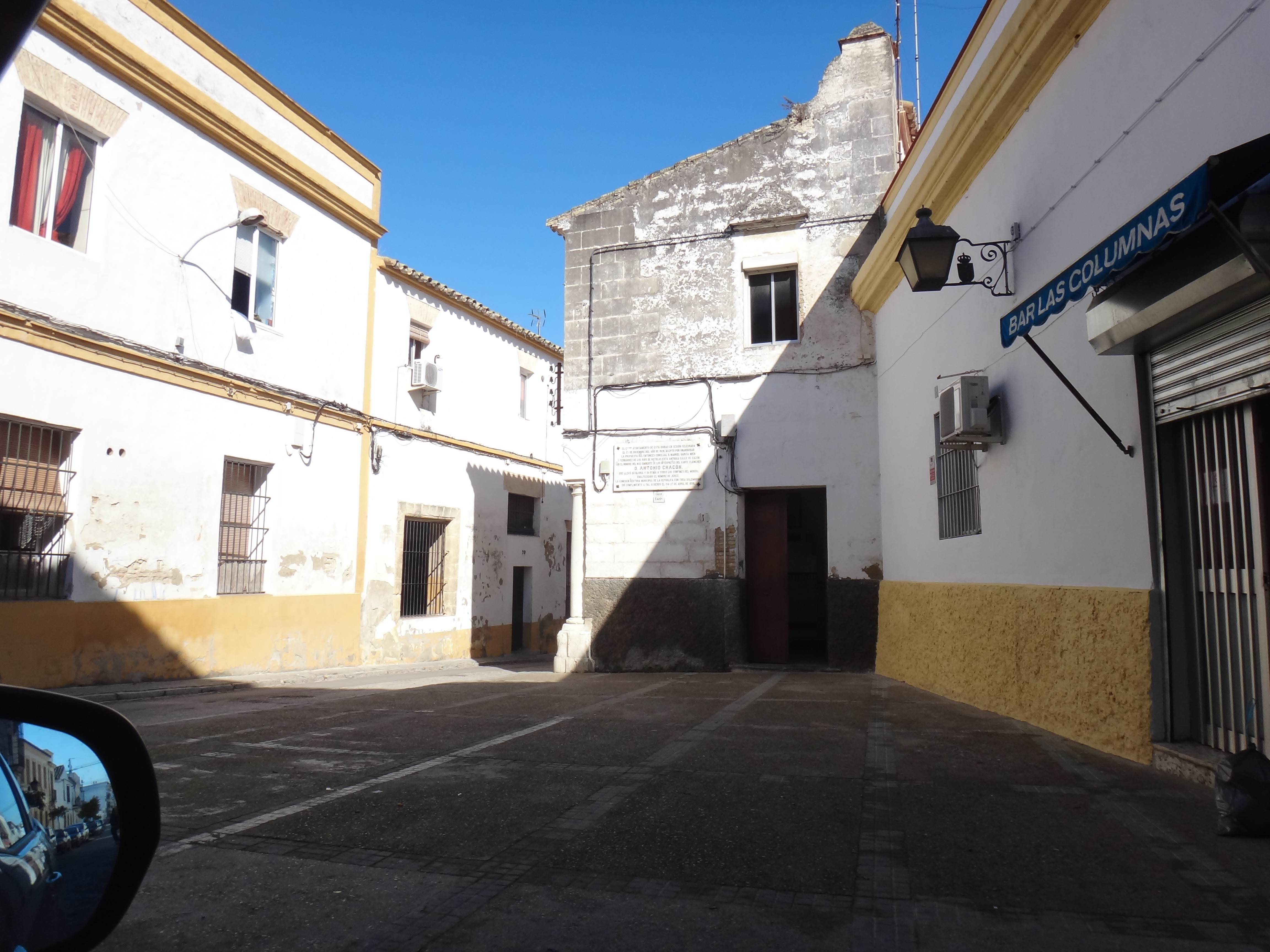
Placa en su honor.

Tiene un busto en la calle de San Agustín de su ciudad natal, que tras su restauración se colocó en 2014, con motivo de la III Semana del Día Internacional del Flamenco.

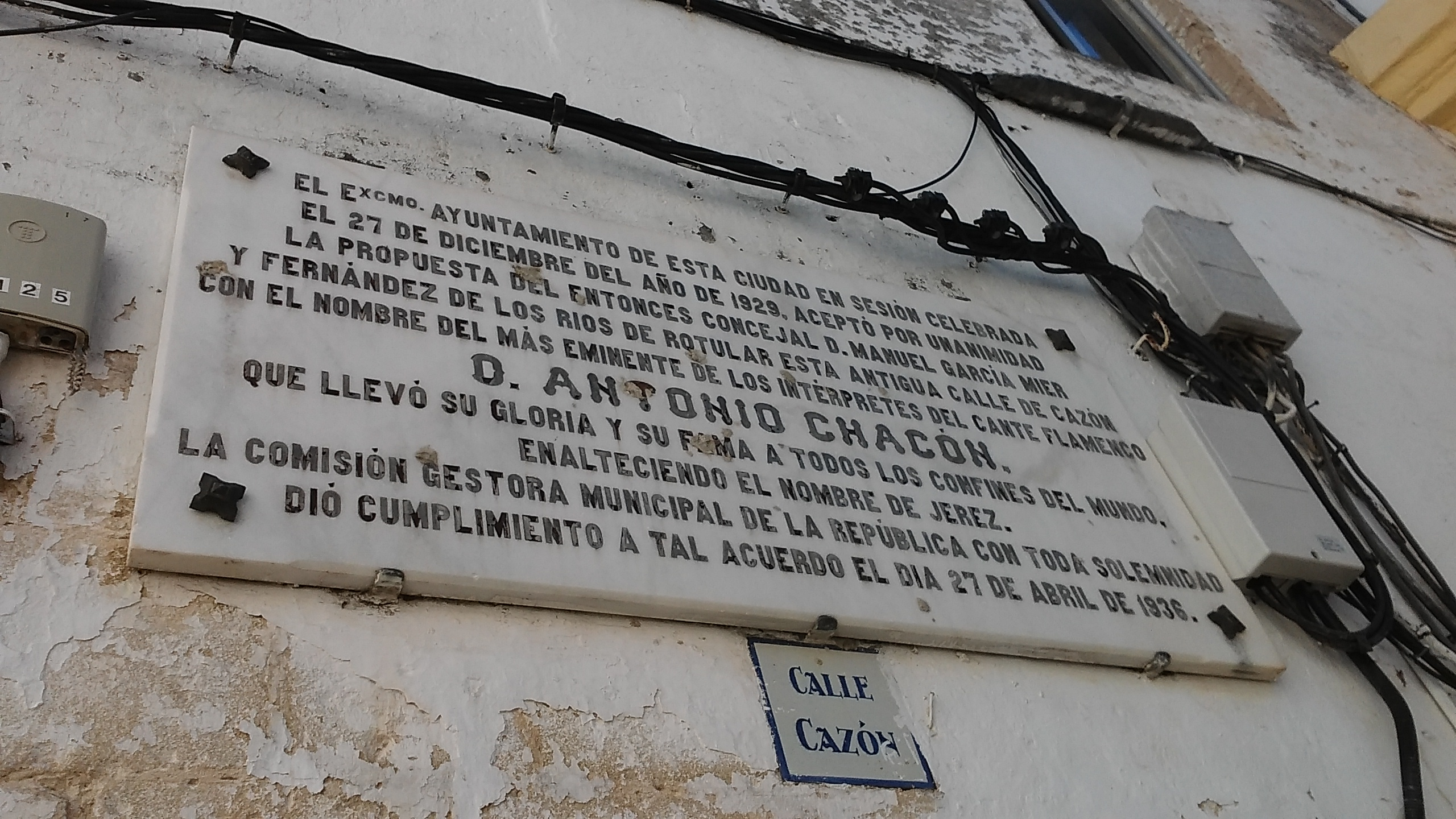
Placa

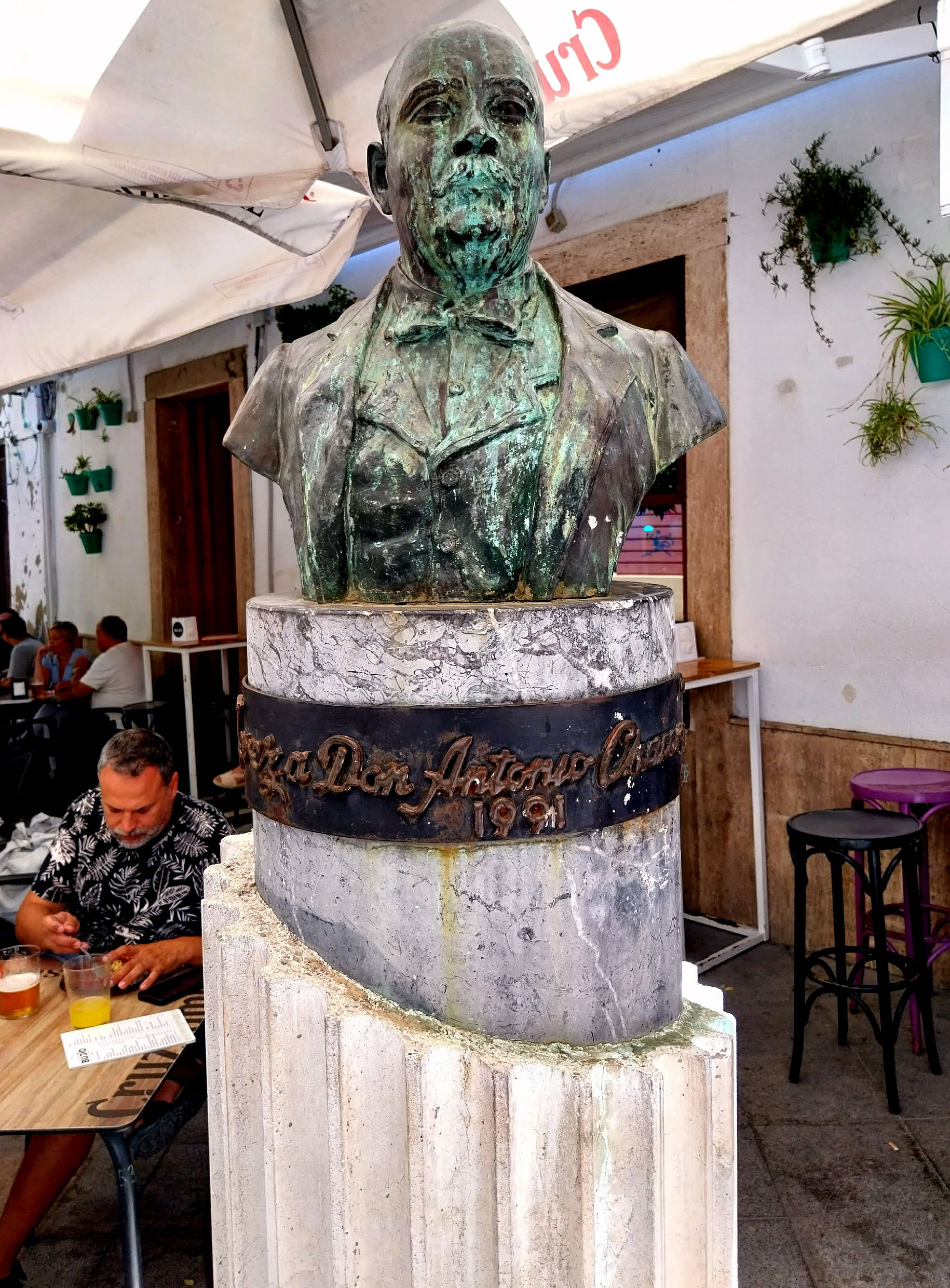
Busto de Antonio Chacón en su Jerez de la Frontera natal

Además cuenta con una placa en su casa natal y una peña flamenca en su honor.
En 2019, con motivo de su 150 aniversario, se preparó un variado programa de actos en su honor